# Николай Донев
Николай Любенов Донев (роден на 15 декември 1957 г.) е бивш български футболист, вратар и треньор на футболни вратари.
Играл е за Локомотив (София), Академик (София), Етър (Велико Търново) и Хебър (Пазарджик). Има 328 мача в А група и 11 мача за националния отбор на България.

## Биография

### Футболна кариера
Николай Донев е юноша на Локомотив (София). Дебютира за мъжкия отбор през сезон 1977/78, когато записва 7 мача в А група и печели шампионската титла със столичните „железничари“. През сезон 1980/81 играе за Академик (София) (22 мача в А група), след което се завръща в Локомотив. Остава при червено-черните до 1987 г. Записва общо 185 мача за клуба в елитното първенство.
През лятото на 1987 г. Донев преминава в Етър (Велико Търново). Капитан на отбора през сезон 1990/91, когато Етър печели шампионската титла, а той е обявен за най-добър вратар в първенството. За виолетовите записва общо 114 мача в А група.
През втората половина на сезон 1991/92 Донев записва 7 мача за Хебър (Пазарджик), след което слага край на кариерата си.

### Треньорска кариера
От юли 2013 г. до 30 юни 2015 г. е помощник-треньор на Лудогорец (Разград) 

## Успехи

### Като футболист
Локомотив (София)
- Шампион (1): А футболна група 1977-78

Етър (Велико Търново)
- Шампион (1): А футболна група 1990-91
- Купа на България (1): 1990-91
- Най-добър вратар на България за 1991 г.

### Като треньор
- ПФК Лудогорец 1945 (Разград)
- Шампион (2): А футболна група 2013-14, 2014-15
- Купа на България (1): 2013-14
- Суперкупа на България (1): 2014